# Tito Flavio Longino
Tito Flavio Longino Quinto Marcio Turbón (en latín: Titus Flavius Longinus Quintus Marcius Turbo) fue un senador romano que vivió en el siglo II, y desarrolló su cursus honorum bajo los reinados de Adriano, Antonino Pío, y Marco Aurelio. Fue cónsul sufecto en el año 149 junto con Marco Iallio Baso Fabio Valeriano.

## Orígenes familiares
Longino era el hijo biológico de Tito Flavio Longino, un decurión de una ciudad en Dacia, y más tarde fue adoptado por el prefecto del Pretorio, Quinto Marcio Turbón. Sin embargo, Longino siguió siendo miembro del orden ecuestre hasta que fue elegido para el Senado.

## Carrera política
Su cursus honorum se puede reconstruir a partir de una inscripción. Mientras todavía era caballero romano, Longino fue prefecto, o comandante, de una ala auxiliar no especificada; luego logró su admisión en el senado. Avanzó a través de las magistraturas republicanas tradicionales: cuestor, edil y pretor. Después de ejercer esta última magistratura, Longino fue legatus legionis o comandante de la Legio I Adiutrix, estacionada en la frontera del Danubio; Géza Alföldy fecha su mando desde alrededor del año 143 hasta el año 146. Esto fue seguido por la gobernación la provincia imperial de la Galia Lugdunensis, que Alföldy data desde alrededor del año 146 hasta alrededor del año 149. A continuación, fue cónsul sufecto en el año 149.
Después de completar su mandato como cónsul, se sabe que Longino ha sido designado para dos cargos más. El primero fue el de curator operum locumque publicorum et aedium sacrarum, que Alföldy data alrededor del año 151. El segundo fue el de gobernador la provincia imperial de Moesia Inferior; aunque fuentes primarias lo atestiguan en ese cargo en el año 155, Alföldy extiende su mandato en Moesia Inferior desde alrededor del año 153 al 156.